# Motorola
 Der er for få eller ingen kildehenvisninger i denne artikel, hvilket er et problem. Du kan hjælpe ved at angive troværdige kilder til de påstande, som fremføres i artiklen.

Motorola Inc. var en amerikansk telekommunikationsvirksomhed, der blev grundlagt som Galvin Manufacturing Corporation i 1928 af brødrene Paul V. Galvin og Joseph E. Galvin i Chicago. Firmaet blev omdøbt til Motorola Inc. i 1947. Motorola var en af de tidlige pionerer inden for udvikling og produktion af radiorelaterede produkter, såsom walkie-talkier og senere mobiltelefoner. I 2011 blev virksomhedens aktiver overført til henholdsvis Motorola Mobility og Motorola Solutions, hvorefter Motororola Inc. blev lukket.

## Historie
Motorola udviklede sig gennem årene til både at være succesfuld apparat- og chipproducent, men i 2004 blev deres mikrochipdivision skilt ud i et separat selskab kaldet Freescale Semiconductor, Inc..
Da Neil Armstrong sendte de første ord fra månen til jorden, var det ved hjælp af en Motorola-radio i 1969. Motorola var også det første firma, der opfandt mobiltelefonen: Motorola DynaTAC 8000X i 1973. 
Motorola opkøbte i 1986 den danske virksomhed Storno  som resulterede i en hel stribe af nye innovative kommunikationsprodukter til den nye ejer, herunder teknologi til det automatiske mobiltelefonsystem NMT, og gjorde Motorola til en mere central aktør i de tidlige stadier af GSM standardiseringsprocessen i 1987.  Med denne erhvervelse styrkede Motorola sin position i Europa betydeligt. Som Motorolas europæiske udviklingsafdeling lykkedes det Storno at udvikle en GSM-terminal i 1992. 
Den 15. august 2011 meddelte Google Inc., at den havde besluttet at overtage virksomheden. Købsprisen svarede til 77 milliarder kroner. Købet omfattede en betydelig portefølje af patenter ejet af Motorola. Den 13. februar 2012 godkendte den amerikanske justitsministerium og EU købet. Fusionen blev afsluttet den 22. maj 2012.